# Valaškovce
Valaškovce (Hongaars: Pásztorhegy) is een Slowaakse gemeente in de regio Prešov, en maakt deel uit van het district Humenné.
Valaškovce telt 0 inwoners.